# جوناثان إي. إينغيرسول
جوناثان إي. إينغيرسول (بالإنجليزية: Jonathan E. Ingersoll) هو أستاذ جامعي واقتصادي أمريكي، ولد في 1949.